# Ben Turpin
Bernard "Ben" Turpin (n. 19 septembrie 1869, Orleans Parish⁠(d), Louisiana, SUA – d. 1 iulie 1940, Santa Monica, California, SUA) a fost un comic și actor american. Este cel mai cunoscut pentru strabismul său și pentru rolurile sale din filme mute unde a jucat alături de actori ca Stan și Bran sau Charlie Chaplin; a fost membru al echipei de producție al studiourilor independente lui Mack Sennett. Se consideră că Ben Turpin a fost prima "victimă" filmată  a gagului cu plăcinta aruncată în față. Când au început să apară filmele cu sunet, Turpin a ales să se retragă, investind profiturile sale în domeniul imobiliar.

## Filmografie (selecție)
- Madame Double X (1914)
- His New Job (1915)
- A Night Out (1915)
- The Champion (1915)
- A Burlesque on Carmen (1916, episoade cu Leo White)
- A Clever Dummy  (1917)
- A Small Town Idol (1921)
- Molly O (1921)
- The Shriek of Araby (1923)
- The College Hero (1927)
- The Love Parade (1929)
- Make Me a Star (1932)
- The Law of the Wild (1934)
- Hollywood Cavalcade (1939)
- Saps at Sea (1940)

## Legături externe
- Ben Turpin la Internet Movie Database
- Turpin biography on entertainment.msn.com Arhivat în 14 mai 2003, la Wayback Machine.
- Ben Turpin la Find a Grave
- Ben Turpin at Virtual History
- "BEN TURPIN: The Rear Guard of Saxicolous Wayfarers of Cinematic Finitude"
- Mr. Flip available for free download from Internet Archive
- Ben Turpin on the cover of Life magazine, posthumously(9 years after his death), September 5 1949
- Turpin in "The Florodora Boys" skit (at 3:45), speaking a verse and performing his signature somersault

## Vezi și
- Listă de actori americani